# Koreri
Koreri, letterlijk de toestand waarin men de oude huid heeft afgeworpen, is een aanduiding van de paradijselijke staat of heilsstaat waarin de mens in de oertijd verkeerde, volgens de mythologie van de inwoners van Biak en Numfor in de Geelvinkbaai bij Nieuw-Guinea. In de oertijd waren de mensen op aarde en in het zielenland één, en bestond er geen ziekte, ouderdom, armoede of dood. De mensen op aarde verloren het geheim van koreri, dat sindsdien alleen bekend is in het land van de zielen. Men verwacht echter dat de paradijselijke staat ooit zal terugkeren.

## Mythologie
Koreri is nauw verbonden met de mythen rond Manarmakeri, een van de mythische voorouders van de Biakkers. Manarmakeri ontdekte een tunnel die naar het zielenland leidde. De mensen die hij er aantrof waren gezond, gelukkig en welvarend. Er was geen dood. Manarmakeri keerde terug naar het land van de levenden, en probeerde de mensen het bestaan van koreri uit te leggen. Hij verwaarloosde zichzelf en kreeg een huidziekte waardoor hij verhuisde naar het afgelegen eiland Meok Wundi. Daar vertelde de Morgenster hem het geheim van leven en dood. In een vuur verjongde hij zijn lichaam en werd daarna Manseren Manggundi, de Machtige Heer, genoemd. Hij maakte een rondreis door de Geelvinkbaai en langs de kusten van Nieuw-Guinea om het geheim van koreri aan de mensen kenbaar te maken. Niemand nam hem serieus, en teleurgesteld vertrok hij in zijn boot in westelijke richting, en nam het geheim van koreri met zich mee. De verwachting is dat Manarmakeri ooit vanuit het westen weer terug zal keren.

## De Koreri-beweging
De verwachte terugkeer van Manarmakeri leidde regelmatig tot het ontstaan van bewegingen rond zogenaamde konor of voorlopers, mensen die de terugkeer van Manarmakeri aankondigden. De terugkeer kon worden bespoedigd door uitingen van geloof, door met werken te stoppen, de varkens te slachten, palmwijn te drinken en urenlang rituele dansen uit te voeren. Zendelingen hebben tussen 1855 en 1940 ruim veertig maal het ontstaan van een dergelijke beweging gemeld. Tussen 1938 en 1943 ontstond een zeer omvangrijke beweging rond de vrouw Angganitha Menufandu van het eilandje Insumbabi bij Supiori. Angganitha beweerde zelf een verre nazaat van Manarmakeri te zijn. Ze werd getroffen door ziekte en werd verbannen naar een klein eilandje.
Korte tijd later keerde ze echter genezen terug; in de ogen van de Biakkers een wonder. Angganitha beweerde door Manarmakeri te zijn genezen, en gaf een boodschap door van de oervader, echter doorspekt met christelijke symboliek. Het Nederlands bestuur van Biak bekeek de heilsbeweging argwanend. Angganitha werd gearresteerd en afgevoerd naar het eiland Japen; op Insumbabi werden alle huizen in brand gestoken. Eind 1941 keerde Angganitha terug, maar beweerde door de zending te zijn bedrogen. De zendelingen hadden uit de Bijbel een pagina verwijderd waarop stond dat Jezus en Manarmakeri dezelfde persoon zouden zijn. De beweging keerde zich tegen de zending en het Nederlands bestuur.
Op 8 mei 1942 werd Angganitha nogmaals gearresteerd, drie dagen voor de inval van de Japanners op Biak.

## Het AB-leger
De Japanners lieten een voor moord veroordeelde gevangene Stefanus Simopjaref vrij. Hij sloot zich aan bij de koreri-beweging en transformeerde deze tot een legertje, het AB-leger genoemd. Stefanus riep Angganitha uit tot koningin van Nieuw-Guinea. Het legertje probeerde Angganitha te bevrijden en begon een strijd tegen de Japanners en andere buitenlanders. Het legertje wilde samen met de geallieerden Nieuw-Guinea van de Japanners bevrijden. De strijders van het primitieve legertje werden uitgerust met flesjes onkwetsbaarheidswater, die ze om de hals droegen. Tijdens onderhandelingen met het Japanse leger werd Stefanus gevangengenomen, en samen met Angganitha naar Manokwari vervoerd.
In augustus 1942 werden beide onthoofd. De leiding over de beweging werd enige tijd later overgenomen door ene Bormori, die zich vestigde in het dorpje Wops op de noordkust van Biak, en de gebroeders Ronsumbre, in het dorp Manswam. Het koreri-leger verzette zich tegen de Japanse bezetting, en zag zelfs de Amerikaanse generaal Douglas MacArthur als de naderende Manarmakeri. Toen de christelijke bewoners van het dorp Wardo de Japanners vroegen hen tegen het koreri-legertje te beschermen, besloten de Japanners de beweging met geweld te stoppen. Op 10 oktober 1943 werd Manswam vernietigd, en werden de gebroeders Ronsumbre onthoofd, na een harde strijd, waarbij honderden doden vielen. Later werd ook Wops veroverd. Bormori werd door zijn eigen mensen onthoofd; het hoofd werd als zoenoffer aan de Japanners aangeboden.

## De Morgenster
De Morgenster is in de mythologie van Biak de boodschapper van het geheim van de heilstaat. De Morgenster is echter uitgegroeid tot een onafhankelijkheidssymbool voor heel west Nieuw-Guinea. Aanvankelijk ontwierp het koreri-leger in de Tweede Wereldoorlog een eigen vlag met de horizontale banen blauw, wit en rood (de omgekeerde Nederlandse vlag). In de blauwe baan werd de morgenster afgebeeld, en in de witte baan een blauw kruis (als tegenhanger van de rode zon op de Japanse vlag). Tussen 1960 en 1962 werd de vlag van een toekomstig onafhankelijk West Nieuw-Guinea ontworpen. De morgenster kreeg hierin een plaats in een blauwe verticale baan; de vlag zelf kreeg daarom de bijnaam Morgenster (vlag). In 1963 werd het bestuur over het gebied overgedragen aan Indonesië en werd het hijsen van de Morgenster verboden. De Morgenster is sindsdien een symbool van de strijd tegen de Indonesische overheersing van voormalig Nederlands-Nieuw-Guinea, de tegenwoordige Indonesische provincie Papoea. Een symbool uit een Biakse mythe werd zo een symbool voor het hele gebied.